# Wijnbouw in Armenië

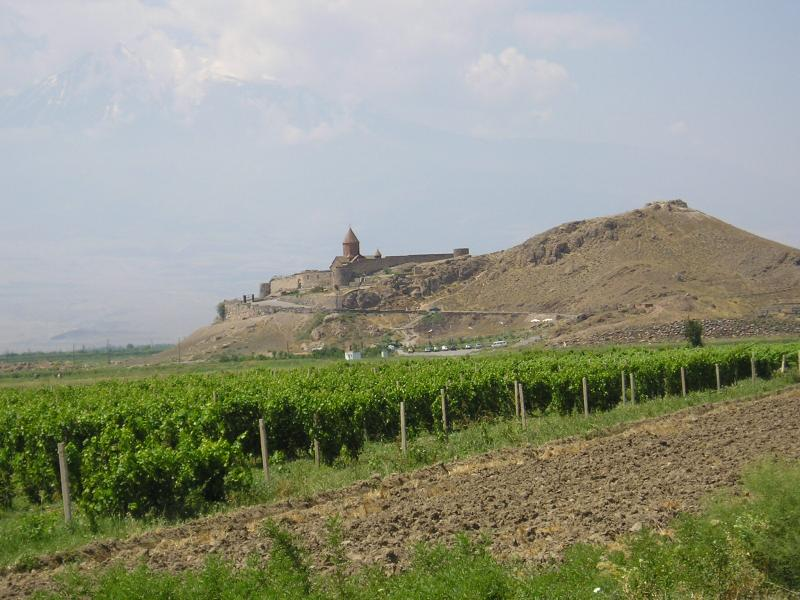
Wijngaarden aan de berg Ararat

Wijnbouw bestaat in Armenië al sinds de oudheid. De Zuidelijke Kaukasus is een van de oudste wijnproducerende regio's van de wereld.

## Geschiedenis

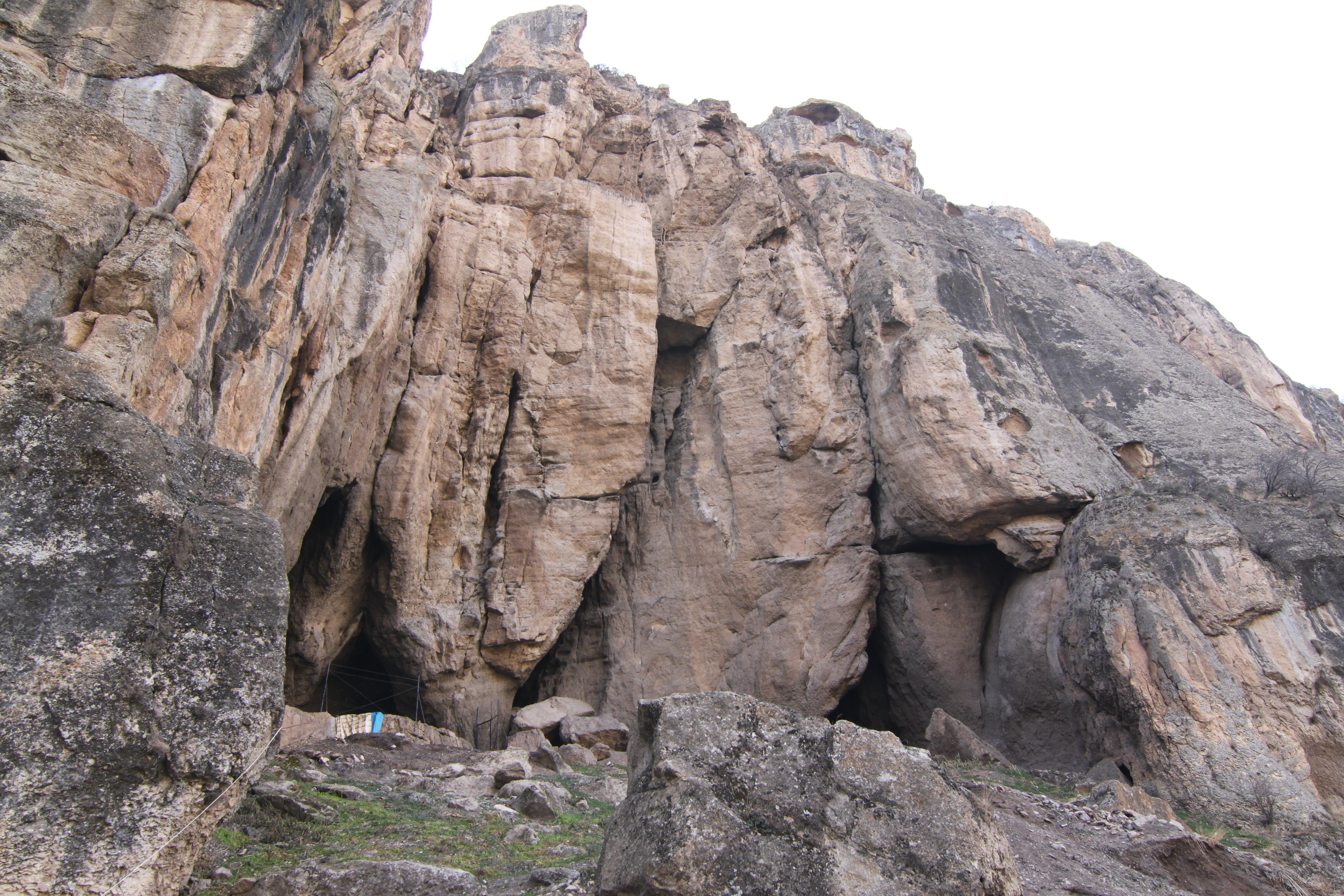
Areni-1 grotingang

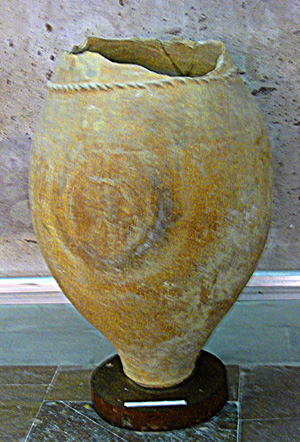
Oude wijnvaten

In de Bijbel staat vermeld, dat Noah nadat hij na de zondvloed met de ark op de berg Ararat geland was, hij daar wijnranken plantte.
Sinds de oudheid is Armenië bekend door zijn wijnbouwers, die volgens oude tradities werken, die tot op de dag van vandaag in ere worden gehouden. 
In werken van filosofen zoals Herodotus en Strabo wordt er reeds over geschreven. In 401-400 v.C. toen de Griekse legers onder leiding van Xenophon het land Nairi ( een van de oudste namen van Armenië) door trokken, sprak men van huizen waar wijn en bier in diepe putten werd bewaard in speciale "karases" (kleipotten).

Archeologische opgravingen in de 19e en 20e eeuw uitgevoerd hebben bevestigd dat in de 9e eeuw v.C. Armenië al een wijnproducerend land was.
Tijdens de Sovjetoverheersing beleefden de Armeense wijnmakers glorierijke tijden. Van 1940 tot 1985, steeg de wijnproductie maal negen, brandewijn maal zeventien en tussen 1960 en 1986, steeg de productie van mousserende wijnen met de factor tien. In de jaren 1980 verwerkte Armenië jaarlijks gemiddeld ongeveer 210.000 ton druiven waaruit 1.400.000 à 1.500.000 hectoliter wijn werd gemaakt. Twee miljoen ton van de druiven werd gebruikt voor de productie van brandewijn, het overige deel werd gebruikt voor het maken van wijn. In 1980 produceerde Armenië 25% van de brandewijn in de Sovjet-Unie en 3% van de wijn (5-6% van de versterkte wijnen). Driekwart van de productie werd voornamelijk geëxporteerd naar Rusland.
In 2011 ontdekten archeologen in Armenië 's werelds oudste bekende wijnproductiefaciliteit. Gelegen in het Areni grottencomplex vond men een ondiep bassin voor druiven, een vat voor opslag en vergistingpotten. Er werden ook druivenpitten gevonden, resten van geperste druiven en tientallen gedroogde wijnstokken. De zaden waren afkomstig uit Vitis vinifera vinifera, een druif die nog steeds gebruikt wordt om wijn te maken.